# Екатеринбургская губерния
Екатеринбургская губерния — административно-территориальная единица РСФСР, существовавшая в 1919—1923 годах. Административный центр — город Екатеринбург.

## История
Идея по изменению губернских границ на Урале возникла ещё в начале XX века. К 1914 году в Российской империи был разработан проект создания Екатеринбургской губернии из уездов Пермской губернии, расположенных на восточной стороне Уральского хребта, и некоторых уездов Тобольской и Оренбургской губерний. Проведению реформы помешали сначала Первая мировая война, а затем Октябрьская революция. Но уже в конце 1917 года вопрос о реформе административно-территориального деления был поднят уже новым революционным правительством. Задача по её реализации была возложена на местные советы рабочих, крестьянских, батрацких и солдатских депутатов.
В апреле 1918 года на объединённом Пермском съезде крестьянских, рабочих и солдатских депутатов было принято решение о разделении Пермской губернии на два округа: Пермский и Екатеринбургский. В последний были включены Екатеринбургский, Шадринский, Камышловский, Верхотурский, Ирбитский, Красноуфимский уезды и Серебрянский район Кунгурского уезда. 
Официально о разделе Пермской губернии было объявлено только 15 июля 1919 года. Изменения в административно-территориальном делении зафиксированы в постановлении НКВД «О разделе Пермской губернии на две самостоятельные — Пермскую и Екатеринбургскую». Первоначально Екатеринбургская губерния делилась на 6 уездов: Верхотурский, Екатеринбургский, Ирбитский, Камышловский, Красноуфимский и Шадринский.
В 1920 году из Верхотурского уезда выделились Алапаевский, Надеждинский, Нижнетагильский уезды, из волостей Екатеринбургского, Камышловского и Шадринского уездов образован Каменский уезд. В 1922 году Алапаевский, Каменский и Надеждинский уезды упразднены.
3 ноября 1923 года губерния ликвидирована. Её территория стала частью новой Уральской области.

## Председатели Екатеринбургского губернского исполнительного комитета
1. Степан Андреевич Новосёлов (1919 — 1920)
2. Михаил Николаевич Лукоянов (1920 — 1921)
3. Степан Андреевич Новосёлов (1922 — 1923)

## Административно-территориальное деление
| № | Уезд             | Уездный город  | Герб уездного города | Площадь, км² | Число волостей |
| - | ---------------- | -------------- | -------------------- | ------------ | -------------- |
| 1 | Верхотурский     | Верхотурье     |                      | 60 117       | 22             |
| 2 | Екатеринбургский | Екатеринбург   |                      | 28 291       | 65             |
| 3 | Ирбитский        | Ирбит          |                      | 10 119       | 39             |
| 4 | Камышловский     | Камышлов       |                      | 15 411       | 39             |
| 5 | Красноуфимский   | Красноуфимск   |                      | 24 485       | 39             |
| 6 | Нижне-Тагильский | Нижне-Тагильск |                      |              | 31             |
| 7 | Шадринский       | Шадринск       |                      | 18 036       | 55             |